# Молодий живописець
Молодий живописець (англ. The Young Painter) — американський короткометражний фільм Герберта Блаше 1922 року.

## У ролях
- Мері Астор — Гелен Сеймур
- П'єр Гендрон — Роланд Вест
- Волтер Петрі
- Маргарет Фостер
- Нокс Кінкейд